# Останній «Блокбастер»
Останній «Блокбастер» (англ. Blockbuster) — американський комедійний телесеріал, створений Ванессою Рамос, яка також є шоуранеркою і виконавчою продюсеркою. Історія заснована на бренді Блокбастер. Рендалл Парк грає Тіммі, менеджера у вигаданій версії останнього відеомагазину Blockbuster, який досліджує, що і хто потрібно для успіху малого бізнесу. Прем'єра серіалу на Netflix відбулася 3 листопада 2022 року.

## Актори та персонажі

### Головний каст
| Актор           | Роль          | Опис |
| --------------- | ------------- | --- |
| Рендалл Парк    | Тіммі Юн      | менеджер останнього магазину Blockbuster Video, мрійник і любитель фільмів                                                 |
| Мелісса Фумеро  | Еліза Вокер   | давня коханка Тіммі та працівниця магазину, яка працює, щоб дозволити собі винаймати квартиру після розлучення з чоловіком |
| Ольга Мередіз   | Конні Серрано | старша співробітниця Blockbuster                                                                                           |
| Тайлер Альварез | Карлос Еррера | молодий працівник магазину, який мріє стати режисером, як Квентін Тарантіно                                                |
| Меделін Артур   | Ганна Гедман  | молода працівниця магазину, подруга Карлоса                                                                                |

### Додатковий каст
| Актор               | Роль        | Опис                                                                  |
| ------------------- | ----------- | --------------------------------------------------------------------- |
| Джей Бі Смув        | Персі Скотт | найкращий друг Тіммі та власник стриптиз-молу, де знаходиться магазин |
| Камайя Фейрберн     | Кайла Скотт | дочка Персі, яка працює в магазині                                    |
| Леонард Робінсон    | Аарон Вокер | чоловік Елізи                                                         |
| Кіґан Коннор Трейсі | Рене        | потенційна коханка Тіммі                                              |

### Гостьові ролі
| Актор          | Роль    | Опис              |
| -------------- | ------- | ----------------- |
| Ешлі Александр | Міла    |                   |
| Робін Бредлі   | Міранда |                   |
| Боббі Мойніган | Стіві   | актор у дитинстві |

## Список епізодів
| № серії | Назва серії                                | Режисер(и)       | Сценарист(и)                  | Оригінальна дата виходу |
| --- | ------------------------------------------ | ---------------- | ----------------------------- | ----------------------- |
| 1 | «Пілотний епізод» «Pilot»                  | Пейман Бенц      | Ванесса Рамос                 | 3 листопада 2022        |
| Вітаємо в останньому відеосалоні «Блокбастер», де менеджер Тіммі змушує працівників організувати вечірку для мешканців району, щоб залучити більше клієнтів.             |                                            |                  |                               |                         |
| 2 | «Татко «Блокбастера»» «Blockbuster Daddy»  | Пейман Бенц      | Лейла Страчан                 | 3 листопада 2022        |
| Тіммі необхідно прийняти важке рішення, щоб магазин продовжив працювати. Елайза чує нову пісню своєї доньки й починає переживати, що вона погана мати.                   |                                            |                  |                               |                         |
| 3 | «Еван і Тревін» «Evan and Trevin»          | Алейса Янґ       | Ванесса Рамос, Джекі Кларк    | 3 листопада 2022        |
| Настає Гелловін — час каверз і кошмарів. Тіммі, Елайза й Персі розробляють план помсти підліткам-бешкетникам. Конні й Кейла починають розслідування.                     |                                            |                  |                               |                         |
| 4 | «Нагорода» «The Itsy Bitsy»                | Алейса Янґ       | Бріджер Файнґар               | 3 листопада 2022        |
| Номінація на нагороду для власників малого бізнесу спонукає Тіммі змінити не лише зачіску. Карлос змушує скнару Ханну побалувати себе.                                   |                                            |                  |                               |                         |
| 5 | «Король королев» «King of Queens»          | Кеті Лок О'Браян | Рейчел Пеґрам                 | 3 листопада 2022        |
| Тіммі вирішує забути про дівчину, у яку закоханий, і з кимось познайомитися. Він звертається до Персі й Кейли по допомогу. Елайза стикається з власною любовною дилемою. |                                            |                  |                               |                         |
| 6 | «Батьківський контроль» «Parental Control» | Пейман Бенц      | Брендон Джеймс Чайлдс         | 3 листопада 2022        |
| Надзвичайна ситуація в сім’ї Тіммі руйнує плани команди затриматися на роботі й організувати інвентаризацію, а також псує відпочинок Елайзи.                             |                                            |                  |                               |                         |
| 7 | «Фігурки» «Intimate Angels»                | Кеті Лок О'Браян | Франсіско Кабрера-Фео         | 3 листопада 2022        |
| Необдуманий вчинок змушує Тіммі замислитися щодо його близької дружби з Персі, а Елайза, Ханна й Кейла допомагають засмученій Конні знайти нового друга.                 |                                            |                  |                               |                         |
| 8 | «День особливого хлопця» «Special Guy Day» | Пейман Бенц      | Джекі Кларк, Трістан Бейлі    | 3 листопада 2022        |
| Елайза переживає кризу після несподіваної розмови з клієнткою, а Тіммі вигадує план, як її підбадьорити. Конні й Карлос допомагають Ханні скласти тест.                  |                                            |                  |                               |                         |
| 9 | «Мультфільм» «Thimble»                     | Джекі Кларк      | Бріджер Файнґар, Елізабет Кім | 3 листопада 2022        |
| Елайза готова залишити «Блокбастер» позаду, тому проходить співбесіду в перспективного роботодавця. Пошуки квартири для Кейли обертаються неприємностями.                |                                            |                  |                               |                         |
| 10 | «Катастрофа» «Sh*t Storm»                  | Джекі Кларк      | Ванесса Рамос, Мері Нгуєн     | 3 листопада 2022        |
| Магазин готується до свят, але низка нещасливих випадковостей (від сонячної бурі до появи колись популярного актора) спричиняє справжній хаос.                           |                                            |                  |                               |                         |

## Виробництво

### Розробка

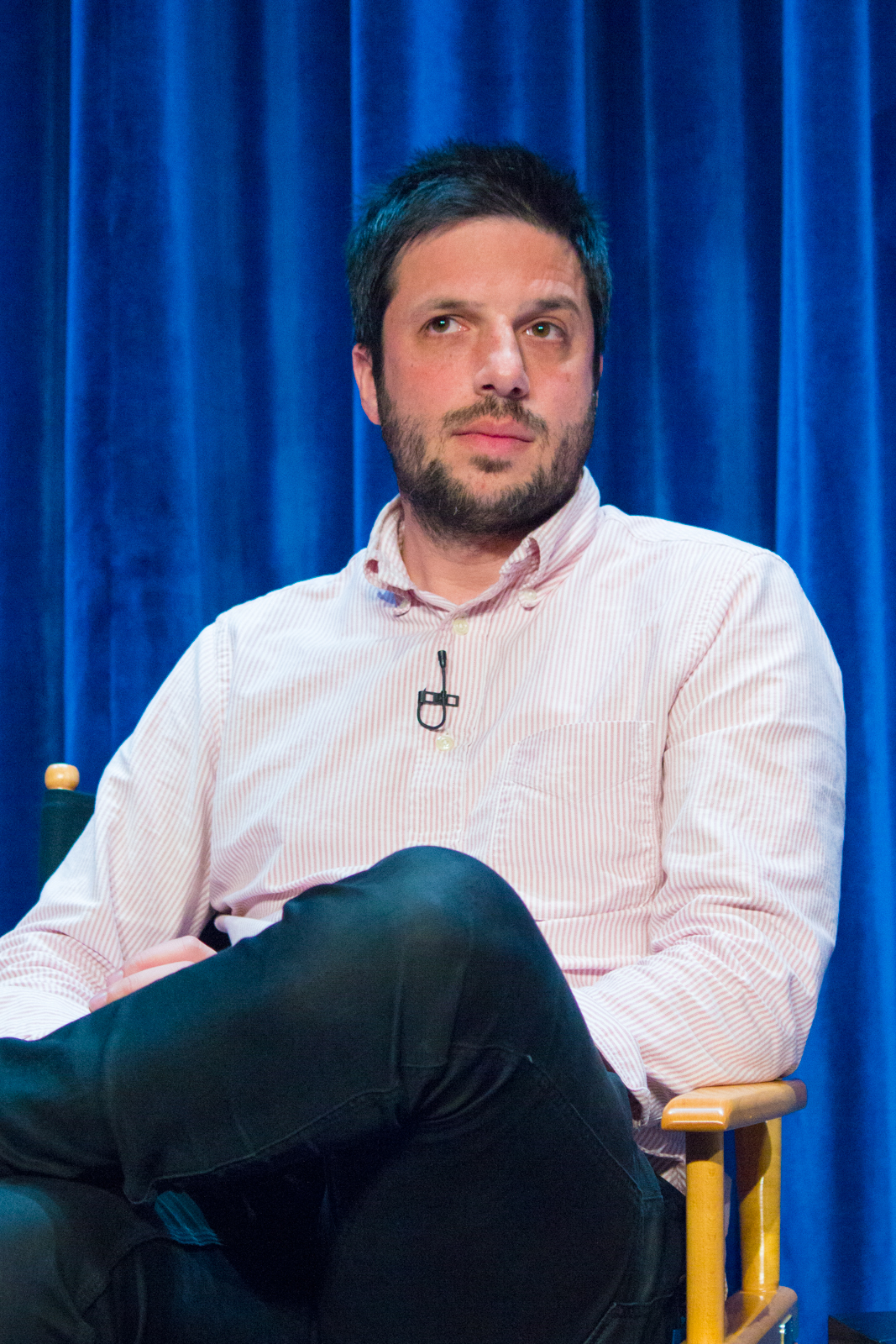
Девід Каспе, сценарист і виконавчий продюсер.

Спочатку серіал був запропонований керівникам NBC, однак вони не були зацікавлені в серіалі. Universal Television почала пропонувати серіал іншим мережам, зрештою отримавши схвалення Netflix. Тоді Рендалл Парк отримав головну роль. Раніше Netflix придбав права на трансляцію документального фільму 1091 Pictures «Останній блокбастер» 2020 року.
Netflix офіційно анонсував серіал 17 листопада 2021 року. Серіал створила Ванесса Рамос, яка раніше працювала над такими шоу, як Супермаркет і Бруклін 9-9. Разом з анонсом серіалу було підтверджено, що виробництвом серіалу займатимуться Davis Entertainment і Universal Television. Також було оголошено, що Девід Каспе та Джекі Кларк стануть сценаристами серіалу, а Джош Девіс виконуватиме функції виконавчого продюсера від Davis Entertainment. Кларк, Каспе, Джон Фокс і Рамос будуть виконавчими продюсерами, а Бріджер Вайнґар і Роберт Петровіц — співвиконавчими продюсерами. У лютому 2022 року Deadline Hollywood повідомив, що Пейман Бенц буде режисером чотирьох епізодів серіалу, включаючи пілот. Бенц також буде виконавчим продюсером цих чотирьох епізодів. Крім того, режисерами в першому сезоні, крім Бенца, стануть Алейса Янґ і Кеті Лок О'Браян. Рік Пейдж виступає оператором серіалу.
Перший погляд на серіал було опубліковано 5 травня 2022 року під час фестивалю Netflix Is A Joke. Він включав погляд на стиль серіалу, а також рекламний ролик із персонажами Фумеро та Пак. Серіал вийшов 3 листопада 2022 року.

### Кастинг
З анонсом серіалу в листопаді 2021 року Рендалл Парк приєднався до акторського складу як Тіммі, якого описують як мрійника та любителя кіно, згідно з Deadline Hollywood. У лютому 2022 року Мелісса Фумеро була обрана на роль персонажа на ім’я Еліза, яку описують як матір, чий шлюб із її коханим із старшої школи на тонкому льоду, повідомляє Hollywood Reporter. У березні 2022 року Тайлер Альварез, Меделін Артур і Ольга Мередіз приєдналися до головного касту серіалу, які грають Карлоса, Ганну та Конні відповідно. Крім того, Джей Бі Смув був обраний на роль найкращого друга Тіммі Персі, а Камайя Фейрберн — на роль дочки Персі, причому обидвоє з’являлися як запрошені зірки. У травні 2022 року повідомлялося, що Ешлі Олександр і Робін Бредлі з’являться в епізодичних ролях Міли та Міранди відповідно.

### Знімання
Виробництво першого сезону почалося 28 лютого 2022 року. Зйомки розпочалися у Ванкувері, Канада, у квітні 2022 року, а завершилися мали 2 травня. Фумеро підтвердила, що виробництво серіалу «майже» завершилося 2 травня, опублікувавши історію в Instagram. Зйомки першого сезону завершилися 4 травня 2022 року.

## Вихід
7 жовтня 2022 року вийшов трейлер першого сезону. Перший сезон Останнього «Блокбастера» вийшов на Netflix 3 листопада 2022 року та складався з 10 епізодів.

## Оцінки та відгуки
Вебсайт агрегатора рецензій Rotten Tomatoes повідомив про рейтинг схвалення 21% із середнім рейтингом 4,7/10 на основі 38 відгуків критиків. Консенсус критиків веб-сайту звучить так: «Останній „Блокбастер“ намагається використати ностальгію за неіснуючим брендом, але ця надумана комедія на робочому місці вкрай несмішна — будьте ласкаві, перемотайте назад і киньте її в кошик для повернення». Metacritic, який використовує середньозважену оцінку, поставив оцінку 44 зі 100 на основі 15 критиків, вказуючи на «змішані або середні відгуки».